# John Curtis (politiker)
John R. Curtis, född 10 maj 1960 i Salt Lake City i Utah, är en amerikansk republikansk politiker. Han är ledamot av USA:s representanthus sedan 2017. Han var borgmästare i Provo 2010–2017.
Curtis studerade vid University of Utah och avlade sedan 1985 kandidatexamen vid Brigham Young University. Han var i sitt åttonde år som borgmästare i Provo när kongressledamot Jason Chaffetz avgick. I fyllnadsvalet 2017 besegrade han demokraten Kathie Allen.